# Brieulles-sur-Bar
Brieulles-sur-Bar är en kommun i departementet Ardennes i regionen Grand Est (tidigare regionen Champagne-Ardenne) i nordöstra Frankrike. Kommunen ligger  i kantonen Le Chesne som ligger i arrondissementet Vouziers. År 2022 hade Brieulles-sur-Bar 224 invånare.

## Befolkningsutveckling
Antalet invånare i kommunen Brieulles-sur-Bar
Referens: INSEE